# Campeonato Paranaense de Futsal de 2017
O Campeonato Paranaense de Futsal de 2017, é a 23ª edição da principal competição da modalidade no estado, sua organização é de competência da Federação Paranaense de Futsal.

## Fórmula de Disputa
O Campeonato Paranaense de Futsal da Divisão Especial Série Ouro 2017, será disputado em quatro fases com o início previsto para o dia 24 de março.
Primeira Fase Classificatória
Será disputada pelas 11 (onze) equipes em Turno e Returno por pontos corridos, sendo que, ao final desta fase se classificarão as 08 (oito) equipes
melhores colocadas para a 2ª Fase - Quartas de Final;
Segunda Fase - Quartas de finais
Será disputada pelas 08 (oito) equipes classificadas da Fase anterior em sistema de play off em 02 (duas) partidas da seguinte forma: Não será considerado saldo de gols, sendo que ao final da segunda partida caso as equipes terminem empatadas em pontos, haverá disputa de, inicialmente, 05 (cinco) penalidades máximas. Em caso de permanecer empatado,se prorrogam as cobranças, de forma alternada, até que seja declarado o vencedor. O 2º jogo será realizado no ginásio da equipe que tiver a melhor classificação na somatória de pontos na 1ª Fase da competição
Terceira fase(Semi-Final)
Será disputada pelas 04 (quatro) equipes classificadas da Fase anterior em sistema de play off em duas partidas,não será considerado saldo de gols, sendo que ao final da segunda partida caso as equipes terminem empatadas em pontos, haverá disputa de, inicialmente, 05 (cinco) penalidades máximas. Em caso de permanecer empatado se prorrogam as cobranças, de forma alternada, até que seja declarado o vencedor. O 2º jogo será realizado no ginásio da equipe que tiver a melhor classificação na somatória de pontos na competição;    
Quarta Fase (Final)
As equipes vencedoras da fase anterior decidirão o título em melhor de duas partidas. Não será considerado saldo de gols, sendo que ao final da segunda partida caso as equipes terminarem empatadas em pontos, haverá disputa de, inicialmente, 05 (cinco) penalidades máximas. Em caso de permanecer empatado se prorroga as cobranças, de forma alternada, ate que seja declarado o campeão. O 2º jogo será realizado no ginásio da equipe que tiver a melhor classificação na somatória de pontos na competição;  
Rebaixamento
Não haverá rebaixamento de nenhuma equipe para a série prata de 2017. No entanto, para os anos de 2018 e 2019 voltará a ter o descenso de 2 (duas) equipes para a Série Prata, de acordo com decisão no Arbitral de 18/02/2017; 

## Participantes em2017
| Clube         | Cidade                  | Em 2016          | Ginásio                | Títulos                           |
| ------------- | ----------------------- | ---------------- | ---------------------- | --------------------------------- |
| Campo Mourão  | Campo Mourão            | 2º (Série Prata) | Valternei de Oliveira  | 0 (não possui)                    |
| Caramuru      | Castro                  | 6º               | Douglas Pereira        | 0 (não possui)                    |
| Cascavel      | Cascavel                | 8º               | Neva                   | 5 (2003, 2004, 2005, 2011 e 2012) |
| Copagril      | Marechal Cândido Rondon | 1º               | Ney Braga              | 3 (2009, 2013 e 2016)             |
| Foz Cataratas | Foz do Iguaçu           | 7º               | Costa Cavalcanti       | 0 (não possui)                    |
| Guarapuava    | Guarapuava              | 4º               | Joaquim Prestes        | 3 (2010, 2014 e 2015)             |
| Marreco       | Francisco Beltrão       | 3º               | Arrudão                | 0 (não possui)                    |
| São Lucas     | Paranavaí               | 10º              | Lacerdinha             | 0 (não possui)                    |
| Pato Futsal   | Pato Branco             | 1º (Série Prata) | Dolivar Lavarda        | 1 (2006)                          |
| Toledo        | Toledo                  | 9º               | Alcides Pan            | 0 (não possui)                    |
| Umuarama      | Umuarama                | 5º               | Amário Vieira da Costa | 2 (2007 e 2008)                   |

## Primeira Fase
Atualizado em 25/09 
| Pos | Times         | Pts | J  | V  | E | D  | GP | GC | SG  | GA   | Classificação                             |
| --- | ------------- | --- | -- | -- | - | -- | -- | -- | --- | ---- | ----------------------------------------- |
| 1   | Cascavel      | 42  | 20 | 13 | 3 | 4  | 84 | 55 | +29 | 1,53 | Zona de Classificação para a Segunda Fase |
| 2   | Copagril      | 38  | 20 | 11 | 5 | 4  | 54 | 42 | +12 | 1,29 | Zona de Classificação para a Segunda Fase |
| 3   | Pato Futsal   | 37  | 20 | 10 | 7 | 3  | 56 | 33 | +23 | 1,70 | Zona de Classificação para a Segunda Fase |
| 4   | Marreco       | 37  | 20 | 11 | 4 | 5  | 75 | 47 | +28 | 1,60 | Zona de Classificação para a Segunda Fase |
| 5   | Foz Cataratas | 34  | 20 | 9  | 7 | 4  | 46 | 36 | +10 | 1,28 | Zona de Classificação para a Segunda Fase |
| 6   | Guarapuava    | 27  | 20 | 7  | 6 | 7  | 52 | 53 | -1  | 0,98 | Zona de Classificação para a Segunda Fase |
| 7   | São Lucas     | 24  | 20 | 7  | 3 | 10 | 43 | 63 | -20 | 0,68 | Zona de Classificação para a Segunda Fase |
| 8   | Campo Mourão  | 24  | 20 | 6  | 6 | 8  | 46 | 49 | -3  | 0,94 | Zona de Classificação para a Segunda Fase |
| 9   | Umuarama      | 21  | 20 | 5  | 6 | 9  | 51 | 50 | +1  | 1,02 | Eliminados                                |
| 10  | Toledo        | 14  | 20 | 4  | 2 | 14 | 38 | 75 | -37 | 0,51 | Eliminados                                |
| 11  | Caramuru      | 6   | 20 | 1  | 3 | 16 | 37 | 79 | -42 | 0,47 | Eliminados                                |

### Confrontos
Para ler a tabela, a linha horizontal representa os jogos da equipe como mandante. A coluna vertical indica os jogos da equipe como visitante.
|               | CAM | CAR | CAS | COP | FOZ | GUA | MAR | SLU | PAT | TOL | UMU |
| ------------- | --- | --- | --- | --- | --- | --- | --- | --- | --- | --- | --- |
| Campo Mourão  | —   | 4-0 | 3-6 | 0-0 | 1-1 | 2-3 | 4-4 | 2-3 | 1-5 | 4-2 | 2-1 |
| Caramuru      | 2-4 | —   | 3-4 | 4-5 | 3-3 | 3-4 | 1-7 | 3-4 | 3-7 | 4-3 | 2-2 |
| Cascavel      | 3-6 | 4-1 | —   | 7-3 | 4-3 | 3-1 | 6-2 | 7-1 | 3-1 | 9-2 | 4-1 |
| Copagril      | 3-0 | 2-1 | 2-2 | —   | 1-2 | 4-1 | 4-3 | 4-0 | 5-2 | 3-2 | 3-1 |
| Foz Cataratas | 3-0 | 4-1 | 5-5 | 2-1 | —   | 2-1 | 0-3 | 4-2 | 3-3 | 0-0 | 4-3 |
| Guarapuava    | 2-2 | 2-2 | 3-3 | 3-3 | 3-1 | —   | 4-3 | 2-2 | 1-3 | 6-2 | 4-2 |
| Marreco       | 4-1 | 4-1 | 0-5 | 3-3 | 3-2 | 6-3 | —   | 5-0 | 3-4 | 7-0 | 3-2 |
| São Lucas     | 4-2 | 3-1 | 2-1 | 6-3 | 1-4 | 2-2 | 1-4 | —   | 3-5 | 2-4 | 3-1 |
| Pato Futsal   | 0-0 | 5-0 | 4-0 | 1-2 | 0-0 | 3-0 | 2-2 | 1-1 | —   | 3-0 | 3-2 |
| Toledo        | 2-7 | 3-1 | 9-3 | 0-1 | 0-2 | 2-6 | 0-5 | 3-0 | 2-2 | —   | 1-6 |
| Umuarama      | 1-1 | 5-1 | 3-5 | 2-2 | 1-1 | 3-1 | 4-4 | 5-3 | 2-2 | 4-1 | —   |

| Vitória do mandante; Vitória do visitante; Empate. |

### Rodadas na liderança
Em negrito, os clubes que mais permaneceram na liderança.
| Rodadas | Rodadas | Rodadas | Rodadas | Rodadas | Rodadas | Rodadas | Rodadas | Rodadas | Rodadas | Rodadas | Rodadas | Rodadas | Rodadas | Rodadas | Rodadas | Rodadas | Rodadas | Rodadas | Rodadas | Rodadas | Rodadas |
| ------- | ------- | ------- | ------- | ------- | ------- | ------- | ------- | ------- | ------- | ------- | ------- | ------- | ------- | ------- | ------- | ------- | ------- | ------- | ------- | ------- | ------- |
| 1       | 2       | 3       | 4       | 5       | 6       | 7       | 8       | 9       | 10      | 11      | 12      | 13      | 14      | 15      | 16      | 17      | 18      | 19      | 20      | 21      | 22      |
| FOZ     | FOZ     | CAS     | CAS     | MAR     | PAT     | PAT     | MAR     | PAT     | PAT     | PAT     | PAT     | PAT     | MAR     | MAR     | CAS     | PAT     | CAS     | CAS     | CAS     | CAS     | CAS     |

### Rodadas na lanterna
Em negrito, os clubes que mais permaneceram na lanterna.
| Rodadas | Rodadas | Rodadas | Rodadas | Rodadas | Rodadas | Rodadas | Rodadas | Rodadas | Rodadas | Rodadas | Rodadas | Rodadas | Rodadas | Rodadas | Rodadas | Rodadas | Rodadas | Rodadas | Rodadas | Rodadas | Rodadas |
| ------- | ------- | ------- | ------- | ------- | ------- | ------- | ------- | ------- | ------- | ------- | ------- | ------- | ------- | ------- | ------- | ------- | ------- | ------- | ------- | ------- | ------- |
| 1       | 2       | 3       | 4       | 5       | 6       | 7       | 8       | 9       | 10      | 11      | 12      | 13      | 14      | 15      | 16      | 17      | 18      | 19      | 20      | 21      | 22      |
| COP     | COP     | COP     | CAR     | CAR     | CAR     | CAR     | CAR     | CAR     | CAR     | CAR     | CAR     | CAR     | CAR     | CAR     | CAR     | CAR     | CAR     | CAR     | CAR     | CAR     | CAR     |

## Play-Offs
Em itálico, os times que possuem o mando de campo no primeiro jogo do confronto e em negrito os times classificados.
|  | Quartas de final               | Quartas de final    | Quartas de final | Quartas de final    |     |   | Semifinais          | Semifinais | Semifinais | Semifinais |  |  | Final | Final | Final | Final |
|  |                                |                     |                  |                     |     |   |                     |            |            |            |  |  |       |       |       |       |
|  | 07 e 18 de outubro             |                     |                  |                     |     |   |                     |            |            |            |  |  |       |       |       |       |
|  |                                |                     |                  |                     |     |   |                     |            |            |            |  |  |       |       |       |       |
|  | Cascavel                       | 3                   | 7                |                     |     |   |                     |            |            |            |  |  |       |       |       |       |
|  | Cascavel                       | 3                   | 7                | 08 e 18 de novembro |     |   |                     |            |            |            |  |  |       |       |       |       |
|  | Campo Mourão                   | 1                   | 2                |                     |     |   |                     |            |            |            |  |  |       |       |       |       |
|  | Campo Mourão                   | 1                   | 2                | Cascavel            | 1   | 2 |                     |            |            |            |  |  |       |       |       |       |
|  | 18 e 21 de outubro             |                     |                  | Cascavel            | 1   | 2 |                     |            |            |            |  |  |       |       |       |       |
|  |                                | Marreco             | 5                | 5                   |     |   |                     |            |            |            |  |  |       |       |       |       |
|  | Marreco                        | Marreco             | 5                | 5                   | 6   | 3 |                     |            |            |            |  |  |       |       |       |       |
|  | Marreco                        |                     |                  |                     | 6   | 3 | 02 e 09 de dezembro |            |            |            |  |  |       |       |       |       |
|  | Foz Cataratas                  | 2                   | 0                |                     |     |   |                     |            |            |            |  |  |       |       |       |       |
|  | Foz Cataratas                  | 2                   | 0                | Marreco             | 4   | 1 | (3)                 |            |            |            |  |  |       |       |       |       |
|  | 29 de setembro e 16 de outubro |                     |                  | Marreco             | 4   | 1 | (3)                 |            |            |            |  |  |       |       |       |       |
|  |                                | Pato Futsal (pen)   | 1                | 4                   | (5) |   |                     |            |            |            |  |  |       |       |       |       |
|  | Copagril                       | Pato Futsal (pen)   | 1                | 4                   | (5) | 1 | 5                   |            |            |            |  |  |       |       |       |       |
|  | Copagril                       | 04 e 11 de novembro |                  |                     |     | 1 | 5                   |            |            |            |  |  |       |       |       |       |
|  | São Lucas                      | 1                   | 1                |                     |     |   |                     |            |            |            |  |  |       |       |       |       |
|  | São Lucas                      | 1                   | 1                | Copagril            | 0   | 1 |                     |            |            |            |  |  |       |       |       |       |
|  | 09 e 20 de outubro             |                     |                  | Copagril            | 0   | 1 |                     |            |            |            |  |  |       |       |       |       |
|  |                                | Pato Futsal         | 3                | 1                   |     |   |                     |            |            |            |  |  |       |       |       |       |
|  | Pato Futsal                    | Pato Futsal         | 3                | 1                   | 1   | 7 |                     |            |            |            |  |  |       |       |       |       |
|  | Pato Futsal                    |                     |                  |                     | 1   | 7 |                     |            |            |            |  |  |       |       |       |       |
|  | Guarapuava                     | 0                   | 3                |                     |     |   |                     |            |            |            |  |  |       |       |       |       |
|  | Guarapuava                     | 0                   | 3                |                     |     |   |                     |            |            |            |  |  |       |       |       |       |

## Final

### Primeiro jogo
| 02 de dezembro | Marreco                                                   | 4 – 1     | Pato Futsal     | Arrudão, Francisco Beltrão |
| 19:05          | Barbosinha 01:24', 38:58' · Sinoê 02:22' · Emerson 14:24' | Relatório | 11:25' Neguinho |                            |

### Segundo jogo
| 09 de dezembro | Pato Futsal                                                             | 4 – 1     | Marreco      | Dolivar Lavarda, Pato Branco |
| 19:05          | Neguinho 19:59' · Rodrigo Trentin 24:31' · Simi 37:57' · Robério 39:51' | Relatório | 10:32' Sinoê |                              |

|                                                 |       | Penalidades                     |  |
| Robério Jamur Rodrigo Trentin Danilo Baron Simi | 5 – 3 | Emerson Kauê Richard Barbosinha |  |

## Classificação Final
| Pos | Times         | Pts | J  | V  | E | D  | GP | GC | SG  | GA   | Classificação                   |
| --- | ------------- | --- | -- | -- | - | -- | -- | -- | --- | ---- | ------------------------------- |
| 1   | Pato Futsal   | 50  | 26 | 14 | 8 | 4  | 73 | 42 | +31 | 1,73 | Campeão                         |
| 2   | Marreco       | 52  | 26 | 16 | 4 | 6  | 99 | 57 | +42 | 1,73 | Vice-campeão                    |
| 3   | Cascavel      | 48  | 24 | 15 | 3 | 6  | 97 | 68 | +29 | 1,43 | Eliminados nas semifinais       |
| 4   | Copagril      | 43  | 24 | 12 | 7 | 5  | 61 | 48 | +13 | 1,27 | Eliminados nas semifinais       |
| 5   | Foz Cataratas | 34  | 22 | 9  | 7 | 6  | 48 | 45 | +3  | 1,06 | Eliminados nas quartas de final |
| 6   | Guarapuava    | 27  | 22 | 7  | 6 | 9  | 55 | 61 | -6  | 0,90 | Eliminados nas quartas de final |
| 7   | São Lucas     | 25  | 22 | 7  | 4 | 11 | 45 | 69 | -25 | 0,65 | Eliminados nas quartas de final |
| 8   | Campo Mourão  | 24  | 22 | 6  | 6 | 10 | 49 | 59 | -10 | 0,83 | Eliminados nas quartas de final |
| 9   | Umuarama      | 21  | 20 | 5  | 6 | 9  | 51 | 50 | +1  | 1,02 | Eliminados na primeira fase     |
| 10  | Toledo        | 14  | 20 | 4  | 2 | 14 | 38 | 75 | -37 | 0,51 | Eliminados na primeira fase     |
| 11  | Caramuru      | 6   | 20 | 1  | 3 | 16 | 37 | 79 | -42 | 0,47 | Eliminados na primeira fase     |

## Premiação
| Chave Ouro 2017                 |
| Paraná                          |
| ------------------------------- |
| Pato Futsal Campeão (2º título) |